# Мондові (Вісконсин)
Мондові (англ. Mondovi) — місто (англ. city) в США, в окрузі Баффало штату Вісконсин. Населення — 2845 осіб (2020).

## Географія
Мондові розташоване за координатами 44°34′13″ пн. ш. 91°40′1″ зх. д. / 44.57028° пн. ш. 91.66694° зх. д. (44.570255, -91.666851).  За даними Бюро перепису населення США в 2010 році місто мало площу 10,12 км², з яких 9,90 км² — суходіл та 0,22 км² — водойми.

## Демографія
Згідно з переписом 2010 року, у місті мешкало 2777 осіб у 1194 домогосподарствах у складі 722 родин. Густота населення становила 274 особи/км².  Було 1303 помешкання (129/км²).
Расовий склад населення:
| - 96,7 % — білих - 0,6 % — корінних американців - 0,6 % — чорних або афроамериканців - 0,5 % — азіатів |

До двох чи більше рас належало 1,4 %. Частка іспаномовних становила 1,4 % від усіх жителів.
За віковим діапазоном населення розподілялося таким чином: 24,2 % — особи молодші 18 років, 55,8 % — особи у віці 18—64 років, 20,0 % — особи у віці 65 років та старші. Медіана віку мешканця становила 39,9 року. На 100 осіб жіночої статі у місті припадало 86,4 чоловіків;  на 100 жінок у віці від 18 років та старших — 85,1 чоловіків також старших 18 років.
Середній дохід на одне домашнє господарство  становив 49 114 долари США (медіана — 42 050), а середній дохід на одну сім'ю — 60 045 доларів (медіана — 55 000). За межею бідності перебувало 18,3 % осіб, у тому числі 21,0 % дітей у віці до 18 років та 23,2 % осіб у віці 65 років та старших.
Цивільне працевлаштоване населення становило 1287 осіб. Основні галузі зайнятості: освіта, охорона здоров'я та соціальна допомога — 29,0 %, будівництво — 13,1 %, мистецтво, розваги та відпочинок — 12,5 %.